# زبان یوراتسی
زبان یوراتسی یکی از زبان‌های اورالی و از گروه زبان‌های سموئیدی بوده که در کشور روسیه بویژه مناطق سیبری و سواحل رود ینی‌سئی به کار می‌رفته‌است. این زبان پیوندی از اوائل سده نوزدهم میلادی تا کنون دیگر گویشوری نداشته و یک زبان مرده محسوب می‌شود.